# Yung Rich Nation
Yung Rich Nation — дебютный студийный альбом хип-хоп-трио Migos.

## Предыстория
В июле 2015 года Migos анонсировали тур «Yung Rich Nation Tour» с OG Maco.

## Коммерческая оценка
| Совокупная оценка     | Совокупная оценка |
| Источник              | Оценка            |
| --------------------- | ----------------- |
| AnyDecentMusic?       | 5.9/10            |
| Metacritic            | 67/100            |
| Оценки критиков       |                   |
| Источник              | Оценка            |
| Billboard             | [ 5 ]             |
| Consequence of Sound  | B                 |
| Exclaim!              | 6/10              |
| The Guardian          | [ 8 ]             |
| HipHopDX              | 3.5/5             |
| Pitchfork             | 7.0/10            |
| Rolling Stone         | [ 11 ]            |
| Spin                  | 7/10              |
| USA Today             | [ 13 ]            |
| Vice (Expert Witness) | B+                |

Yung Rich Nation восприняли довольно «тепло». На Metacritic альбом получил 67 баллов из 100. Агрегатор AnyDecentMusic? дал 5,9 балла из 10.

## Коммерческий успех
Yung Rich Nation дебютировал на 17 месте в Billboard 200, продав 18 000 эквивалентных единиц за первую неделю (14 000 из которых были чистыми продажами альбома).

## Список композиций
| №                   | Название                                     | Автор(ы)                                                       | Продюсер                         | Длительность |
| ------------------- | -------------------------------------------- | -------------------------------------------------------------- | -------------------------------- | ------------ |
| 1.                  | «Memoirs»                                    | Куэйвиус Маршалл Кершник Болл Киари Сифус Карлтон Мэйс-младший | Honorable C.N.O.T.E.             | 3:13         |
| 2.                  | «Dab Daddy»                                  | Маршалл Болл Сифус Мэйс-младший                                | Honorable C.N.O.T.E.             | 3:21         |
| 3.                  | «Migos Origin»                               | Маршалл Болл Сифус Хавьер Дотсон                               | Zaytoven                         | 3:39         |
| 4.                  | «Spray the Champagne»                        | Маршалл Болл Мэйс-младший Шейн Линдстром                       | Honorable C.N.O.T.E. Murda Beatz | 2:40         |
| 5.                  | «Street Nigga Sacrifice»                     | Маршалл Болл Сифус Мэйс-младший                                | Honorable C.N.O.T.E.             | 3:43         |
| 6.                  | «Highway 85»                                 | Маршалл Болл Сифус Мэйс-младший                                | Honorable C.N.O.T.E.             | 4:17         |
| 7.                  | «One Time»                                   | Маршалл Болл Сифус Грант Декуто                                | Deko                             | 4:41         |
| 8.                  | «Just for Tonight» (совместно с Chris Brown) | Маршалл Болл Сифус Линдстром Кристофер Браун                   | Murda Beatz                      | 3:33         |
| 9.                  | «Pipe It Up»                                 | Маршалл Болл Линдстром                                         | Murda Beatz                      | 3:26         |
| 10.                 | «Gangsta Rap»                                | Маршалл Болл Декуто Дэрил Ли Джошуа Паркер                     | OG Parker Deko DJ Durel          | 2:08         |
| 11.                 | «Playa Playa»                                | Маршалл Болл Сифус Линдстром                                   | Murda Beatz                      | 4:40         |
| 12.                 | «Cocaina» (совместно с Young Thug)           | Маршалл Болл Линдстром Джеффри Уильямс                         | Murda Beatz                      | 5:18         |
| 13.                 | «Trap Funk»                                  | Маршалл Болл Сифус Мэйс-младший                                | Honorable C.N.O.T.E.             | 3:36         |
| 14.                 | «What a Feeling»                             | Маршалл Болл Дотсон                                            | Zaytoven                         | 3:29         |
| 15.                 | «Recognition»                                | Маршалл Болл Сифус Декуто                                      | Deko                             | 4:46         |
| Общая длительность: | Общая длительность:                          | Общая длительность:                                            | Общая длительность:              | 56:30        |

## Чарты
| Чарт (2015)                            | Высшая позиция |
| -------------------------------------- | -------------- |
| США (Billboard 200)                    | 17             |
| США (Billboard Top R&B/Hip-Hop Albums) | 5              |
| США (Billboard Top Rap Albums)         | 3              |